# Im Namen des Gesetzes
Im Namen des Gesetzes ist eine deutsche Fernsehserie, die vom Oktober 1994 bis 2007 von RTL produziert wurde. Sie ist im Drama- und Krimi-Genre angesiedelt und schildert die Arbeit von Polizei und Staatsanwaltschaft sowie deren Kooperation bei der Bekämpfung von Straftaten. Ausgestrahlt werden Wiederholungen in Deutschland auf dem Sender RTL Nitro sowie seit 2016 auf RTLup.

## Handlung
| „Die folgende Geschichte beruht auf Tatsachen. Sie schildert die Zusammenarbeit zwischen Polizei und Staatsanwaltschaft bei der Bekämpfung von Straftaten. Die Staatsanwaltschaft beauftragt die Polizei mit der Aufklärung der Verbrechen und klagt die Täter vor Gericht an. Polizei und Staatsanwaltschaft handeln im Namen des Gesetzes.“ |

Fast immer ist mindestens ein Mordfall im Spiel, der oftmals auch mit anderen Kapitalverbrechen in Verbindung steht. Drehort ist Berlin.
Typisch für die Serie ist die Ausblendung des Privatlebens der Protagonisten. Sie verfügen weder über besonders menschliche oder unkonventionelle Charaktereigenschaften (wie für viele andere Kriminalserien typisch), noch äußern sie während der Aufklärungsarbeit irgendwelche Emotionen. Die Handlung bezieht sich meistens nur auf den Kriminalfall.

## Ausstrahlung und Konzept
Die Serie wurde hinsichtlich ihres Konzepts in enger Anlehnung an die seit 1990 existierende US-amerikanische Fernsehserie Law & Order erschaffen, bei der ähnliche Faktoren eine Rolle spielen. Im Namen des Gesetzes war in den ersten Staffeln in Deutschland erfolgreicher als das Original. Sie konnte jahrelang auf dem 21.15-Uhr-Sendeplatz (anfangs donnerstags, dann dienstags) durchschnittlich 4 bis 6 Millionen Zuschauer holen, bis sie auf den Montagabend verlegt wurde und weniger Zuschauer erreichte. Die letzten zwei Staffeln liefen lange nach der Einstellung der Serie, deren Gründe bis heute unklar sind, donnerstags um 23.15 Uhr. RTL wiederholt auf diesem Sendeplatz die Serie immer wieder. Die Folge 18 der Serie hat die doppelte Laufzeit von 90 Minuten. Dort wird der Mord an Kommissar Kehlers erstem Partner aufgeklärt.

## Figuren
Die einzige Figur, die seit Beginn der Serie dabei ist, ist Kriminalhauptkommissar Stefan Kehler. Anfangs war sein Partner Kriminaloberkommissar Mike Eschenbach (Matthias Bullach), der allerdings nur in den ersten 17 Folgen mitspielte. Seine Leiche wurde in Folge 18 Fassadenschwindel verbrannt aufgefunden. Sein Nachfolger, Kriminalkommissar Peter Wolniak (Uwe Fellensiek), spielte in den Folgen 18 bis 50 mit. Sein Schicksal in der Serie wurde nie aufgelöst. Ihm folgte als Kriminalkommissar Ralf Bongartz (Max Gertsch), nach dessen Serienausstieg Wolfgang Krewe als Kommissar Alex Bonhoff. Bei der Staatsanwaltschaft gab es erst nach zehn Jahren den ersten Wechsel. 1994 wurde in der Folge Kalaschnikow frei Haus Magdalena Ritter als Vertretung für Britta Schmeling eingesetzt. Zwischenzeitlich wurde Schmeling auch durch Brigitte Beyeler als Staatsanwältin Susanne Clausen vertreten. In 105 Folgen, also gut der Hälfte, spielte Klaus Schindler den Gerichtsmediziner Dr. Duhler.

## Crossover
In der Folge Blutrache der RTL-Serie Abschnitt 40 sind die Beamten Stefan Kehler und Alex Bonhoff zu sehen. Dieses Crossover ist speziell deshalb bemerkenswert, weil sich die Serien von der Anlage stark unterscheiden. Während bei Im Namen des Gesetzes der Fokus komplett auf dem Kriminalfall liegt, stehen bei Abschnitt 40 die Persönlichkeiten der Polizisten im Vordergrund.

## Trivia
Uwe Fellensiek war bereits vor seiner Rolle als Kriminalkommissar Peter Wolniak in der Folge Endspiel als Fußballspieler Hardy Bittner zu sehen, der seinen Bruder ermordet hat. Axel Pape spielte in der Folge Fatale Schöpfung einen kriminellen Arzt, der am Ende der Folge wegen Mordes zu einer lebenslangen Freiheitsstrafe verurteilt wurde. Später war er in der Serie regelmäßig in einer Hauptrolle als Oberstaatsanwalt Dr. Tobias Kampen zu sehen. Auch bei diversen anderen Nebenrollen treten Schauspieler immer wieder in unterschiedlichen Rollen auf.

## Fehler
Wie beim US-amerikanischen Vorbild Law & Order tritt in der Serie die Staatsanwaltschaft im Gerichtsverfahren als die für die Aufklärung des Sachverhalts zuständige Verfahrenspartei auf, indem sie Zeugen und den Angeklagten vernehmen. Während dies dem Strafprozess der Vereinigten Staaten entspricht, steht es jedoch im Widerspruch zum deutschen Strafprozessrecht, in welchem der Amtsermittlungsgrundsatz des Gerichtes gilt und die Staatsanwaltschaft nicht hauptsächlich für die Vernehmung zuständig ist. Im gleichen Zusammenhang steht auch die fortwährende Verwendung des Begriffes „Durchsuchungsbefehl“, der im deutschen Recht jedoch als „Durchsuchungsbeschluss“ bezeichnet wird.
Außerdem gibt es in der Serie den durchgehenden Fehler, dass alle Fälle unabhängig vom Namen des Täters stets von denselben Richtern verhandelt werden. In der Realität wird dagegen zu Beginn des Jahres mit der Geschäftsordnung des Gerichts unabänderlich festgelegt, für welchen Namensbereich (Anfangsbuchstaben der Nachnamen) ein Richter im laufenden Jahr zuständig ist. Von dieser Zuständigkeit darf nicht abgewichen werden, da dies einen Verstoß gegen Artikel 101 Grundgesetz darstellen würde. ("Niemand darf seinem gesetzlichen Richter entzogen werden.")
In der Folge Videobeweis wird die Angeklagte verurteilt, obwohl sich herausgestellt hat, dass sie nicht die angeklagte Person ist. Tatsächlich muss das Verfahren in so einem Fall eingestellt und ein neues eröffnet werden. Schließlich tritt der Gerichtsmediziner Dr. Duhler auch als psychiatrischer Gutachter auf, obwohl es keinen Hinweis gibt, dass er dafür qualifiziert ist.